# Get Over Me
"Get Over Me" é uma canção do cantor estadunidense Nick Carter gravada para o seu terceiro álbum de estúdio solo All American (2015) e conta com a participação da cantora canadense Avril Lavigne. É composta por Carter, Bryan Shackle, Thomas Kipp Williams e Dan Muckala e produzida por este último. Após o lançamento de All American, a canção foi lançada como um single promocional devido sua recepção positiva por parte do público. 

## Antecedentes e composição
Em 2014, Lavigne serviu como ato de abertura da turnê In a World Like This Tour, pertencente ao grupo de Carter, o Backstreet Boys, durante uma das etapas realizadas pela América do Norte, ocasião em que eles colaboraram pela primeira vez. Em entrevista concedida a plataforma de rádio digital iHeartRadio, Carter afirma: "Eu conversei com Avril sobre fazer uma colaboração e nos tornamos amigos - estávamos em turnê com o Backstreet Boys. Ela ficou a par da ideia e realmente gostou muito. Ela gostou da canção que eu escrevi e colocou seus vocais nela, foi muito legal. Eu realmente a respeito como artista e escritora, então é ótimo fazer uma música com ela".
Liricamente, "Get Over Me" é descrita por Carter como uma brincadeira divertida como se fosse feita por um casal, o qual a dupla conta as próprias histórias de um relacionamento equivocado, onde ele entoa versos no sentido de "você precisa me esquecer", e então Lavigne canta "não, você precisa me esquecer". O refrão harmoniza as vozes de ambos, que possui linhas como: "Tentando colocar um anel no meu dedo / Só me quer porque sou cantor".

## Divulgação
Previamente ao lançamento de All American e após o lançamento de seu primeiro single "I Will Wait", Carter revelou em 20 de outubro de 2015, que na lista de faixas do álbum, traria uma colaboração com Lavigne. Em 27 de novembro, ele anunciou que a canção seria lançada como um single promocional do álbum.